# Dianthus pallens
Dianthus pallens là loài thực vật có hoa thuộc họ Cẩm chướng. Loài này được Sibth. & Sm. mô tả khoa học đầu tiên.